# Немирович-Данченко, Василий Иванович
Васи́лий Ива́нович Немиро́вич-Да́нчeнко (24 декабря 1844 (5 января 1845), Тифлис, Российская империя — 18 сентября 1936, Прага, Чехословакия) — русский писатель, путешественник и журналист, старший брат известного театрального деятеля Владимира Ивановича Немировича-Данченко.

## Биография

### Ранние годы
Будущий литератор родился в семье командира Кавказского Линейного № 32 батальона майора Ивана Васильевича Немировича-Данченко, служившего под началом А. П. Ермолова и М. С. Воронцова, и дочери коллежского асессора Каспара Якубяна, армянина по происхождению, Александры. Отец происходил из казацкого дворянского рода, ведущего своё начало от войскового товарища Данилы Немировича (Nemirowicz), польского дворянина, служившего на стороне Богдана Хмельницкого и получившего от него малороссийское дворянство. Детские годы Василия прошли в походной обстановке в Грузии, Азербайджане, Дагестане. Подростком зачитывался романами Ф. Купера и Вальтера Скотта, Загоскина и Масальского. Учился в Александровском кадетском корпусе в Москве.

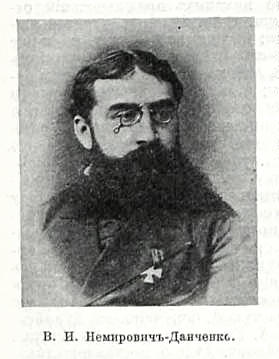
Фото из «ВЭС»

В 1873 году предпринял путешествие на Кольский полуостров, во время которого наблюдал за бытом местного населения и собирал саамский фольклор. Материалы поездки были положены в основу книги «Страна холода» (1877).
Летом 1875 года путешествовал по Уралу. Его путевые очерки публиковались циклами, с 1877 по 1884 год, в журналах «Дело» («Река былых лесов: летняя поездка по Каме», 1877), «Исторический вестник» («Река лесных пустынь: поездки по Уралу», 1882, «Колыбель миллионов», 1884), «Русская речь» («Урал: очерки и впечатления летней поездки», 1881), в газете «Русские ведомости». Из этих циклов Немирович-Данченко составил книгу «Кама и Урал (очерки и впечатления)», состоящую из 66 главок.
В 1885—1886 годах путешествовал по Каталонии и Кастилии. Впечатления и воспоминания об этой поездке вошли в два тома «Очерков Испании». В «Очерках» писатель соединил развёрнутые экскурсы в историю Испании, критические заметки об испанской культуре со своими непосредственными впечатлениями.
В 1876 году посетил Аджарию, где назревало восстание против турецкого ига. Был военным корреспондентом во время Русско-турецкой войны 1877—1878 года (принимал участие в боевых действиях и был награждён знаком отличия Военного ордена Св. Георгия 4-й и 3-й степеней), русско-японской войны 1904—1905 (награждён орденом св. Станислава 2-й степени с мечами), на Первой Балканской войне (1912—1913).
Масон. С 1906 года был одним из основателей масонской ложи «Возрождение», находившейся под эгидой Великого востока Франции. Секретарь ложи при получении патента.

### В эмиграции
С 1921 года — в эмиграции: сначала в Германии, затем в Чехословакии. В Праге был завсегдатаем кафе «Slavia» и «Deriberka». В Праге же был издан роман Немировича-Данченко «Бедная Инес». Был председателем съезда русских писателей и журналистов в Чехословакии; избран почётным членом общества «Чешско-русское единство» (Česko-ruská jednota).
С 1922 года сотрудничал в газете «Сегодня» (Рига).
Скончался в Праге 18 сентября 1936 года. В этот день в городе были вывешены траурные флаги, а газеты вышли с крупным заголовком: «Умер великий славянин». Его могила на Ольшанском кладбище в Праге находится на попечении общества «Русская традиция».

## Творчество

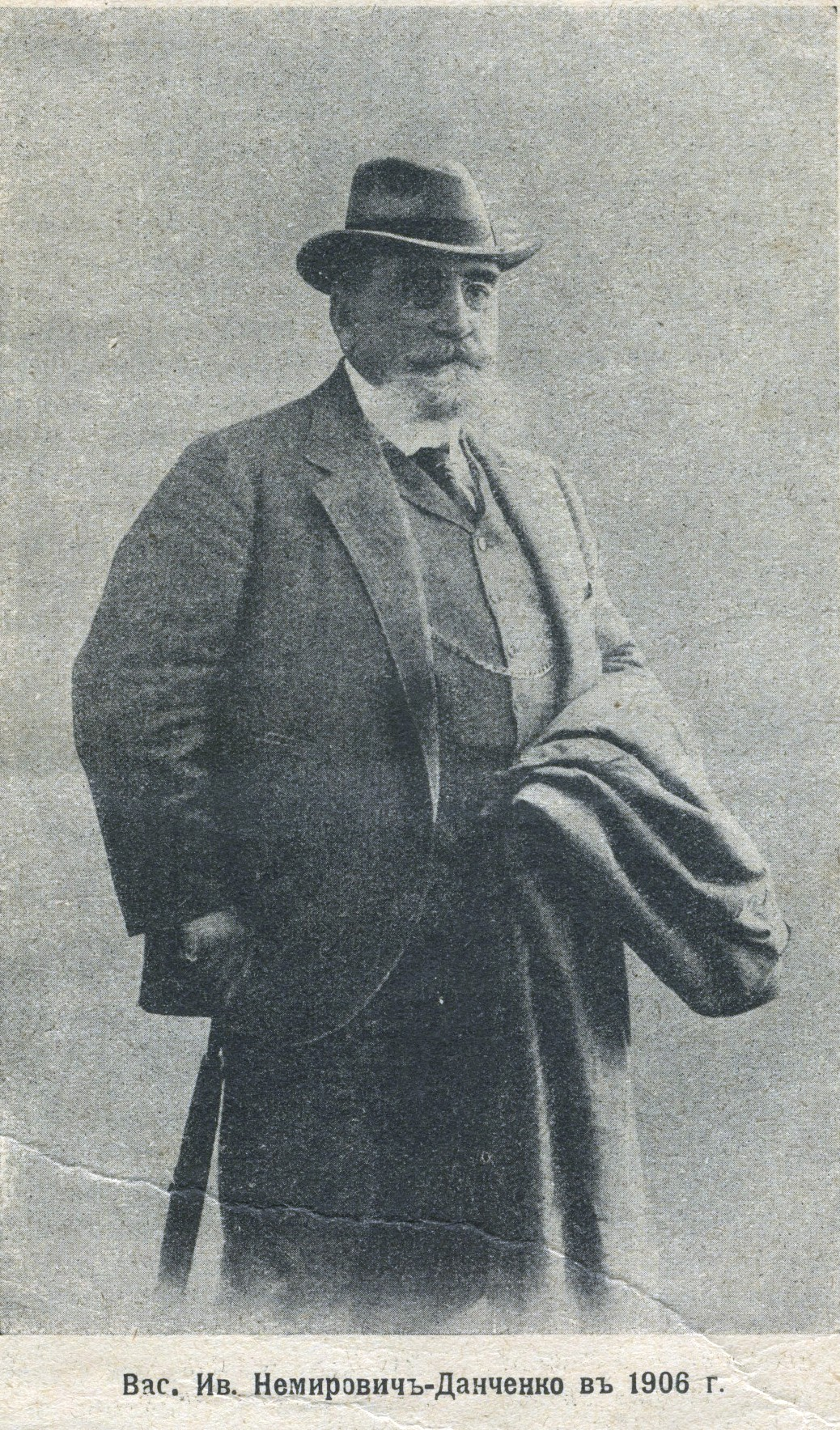
Василий Немирович-Данченко, 1906 год.

С конца 1860-х годов начал публиковать в «Отечественных записках», «Вестнике Европы» и других изданиях художественно-этнографические очерки, выходившие позднее отдельными изданиями («За Северным полярным кругом», «Беломорье и Соловки», «У океана», «Лапландия и лапландцы»). Отличался высокой плодовитостью. Автор многочисленных очерков и описаний многочисленных путешествий — «Страна холода» (1877), «По Германии и Голландии», «Очерки Испании» (1888), «Земля Марии Пречистой», «Кама и Урал» (1890) и многие другие.
Во время русско-турецкой войны сотрудничал с газетой «Новое время», начиная с русско-японской войны был постоянным представителем газеты «Русское слово» в действующей армии.

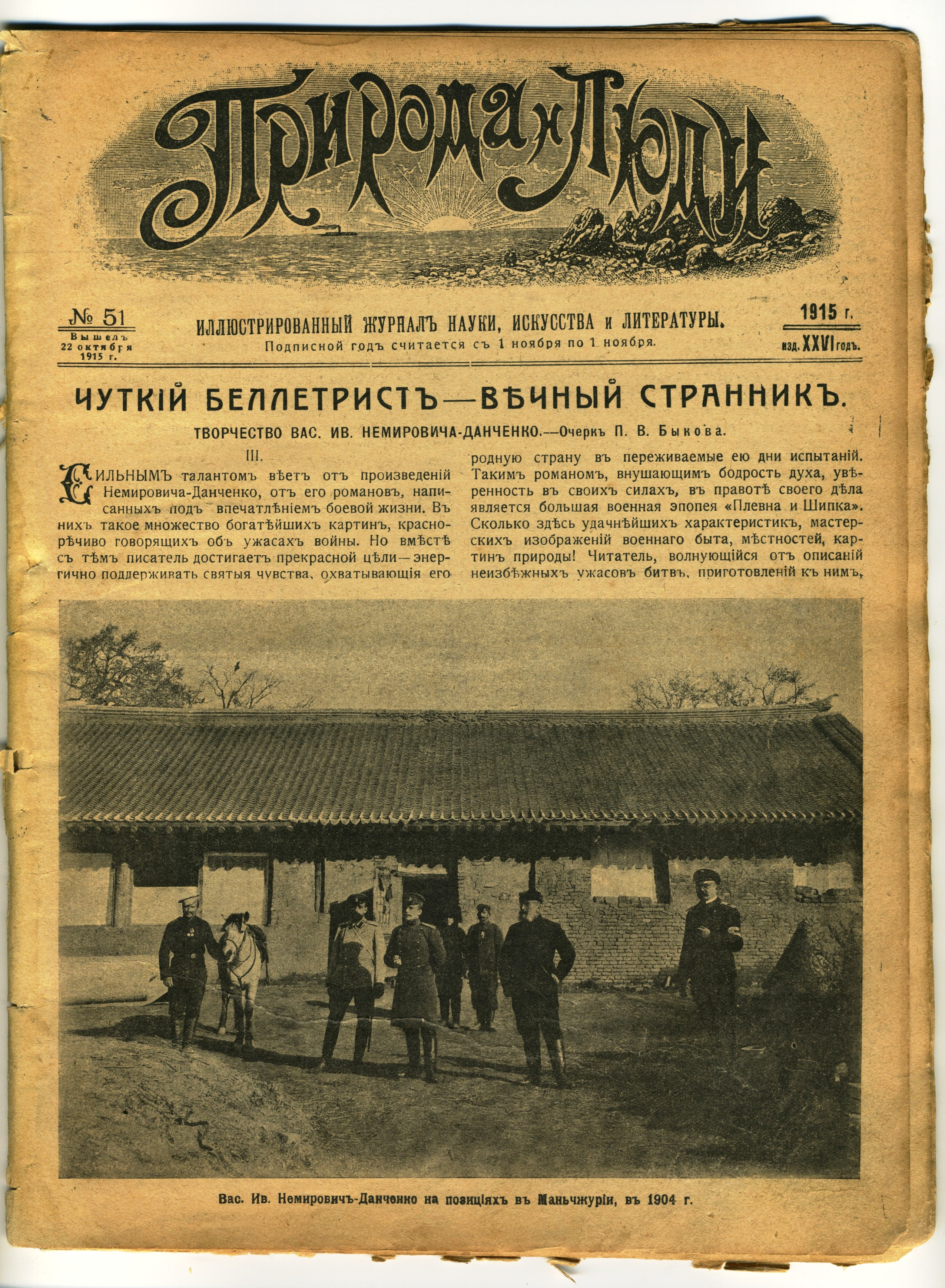
Титульная страница журнала «Природа и люди» за 22 октября 1915 года со статьёй П. В. Быкова о В. И. Немировиче-Данченко. На фото: Писатель на позициях в Маньчжурии в 1904 году.

Военные корреспонденции в переработанном виде составили книгу «Год войны 1877—1878. Дневник русского корреспондента» (т. 1—3, Санкт-Петербург, 1878—1879). Впечатления турецкой кампании дали материал для военных романов «Гроза» (1880), «Плевна и Шипка» (1881), «Вперёд» (1883). Автор бытовых рассказов и романов («Кулисы», 1886, и другие). Выпустил также сборник «Стихотворения» (1882), мемуарную книгу «На кладбищах» (1921).
В отличие от своего брата, Василий Немирович-Данченко не принял революции и в 1922 году эмигрировал, хотя в стихотворении «Грозы», написанном в 1901 году, он, призывая к обновлению страны, не боялся неизбежных гроз и громов. «Немирович-Данченко ненавидит деспотов, тиранов, утеснителей человечества, владык и слуг „царюющего зла“, в каких бы формах и личинах оно ни вторгалось силою, ни вкрадывалось обманом. Он ненавидел железнорукую автократию Александра III, ненавидит человеко-истребительный, безбожный большевизм», — писал в 1934 году о маститом литературном старце А. В. Амфитеатров.
За весь период творческой деятельности Василия Немировича-Данченко было опубликовано более шестидесяти томов его произведений, а его кавказские очерки были отмечены даже Львом Толстым.
Михаил Кузмин относился к обширному творчеству Немировича-Данченко иронически:

В книге «Ранние огни» (заголовок несколько загадочный, принимая во внимание почтенный возраст автора) всего поучительнее последние страницы, представляющие перечень сочинений Вас. Немировича-Данченко. Кому известен этот мир, это государство, этот Мюр-Мерилиз? Всех книг до 400: романы и повести, и дневники, и путешествия, и детские книги, и народные, иллюстрации итальянских, испанских, японских художников, 6-е, 7-е издания, распроданные, готовящиеся к печати, сгоревшие в типографии И. Д. Сытина — словом, всяких сортов.

Нам кажется, что самое естественное место этим произведениям на железнодорожных станциях. И, наверно, люди, находившие удовольствие в первой книге Немировича-Данченко, найдут (если они, милостию Божиею, живы и здоровы) такое же и в двухсотой, потому что подобный вкус (или отсутствие его) менее всего подвержен изменениям. В книге есть и стихи.

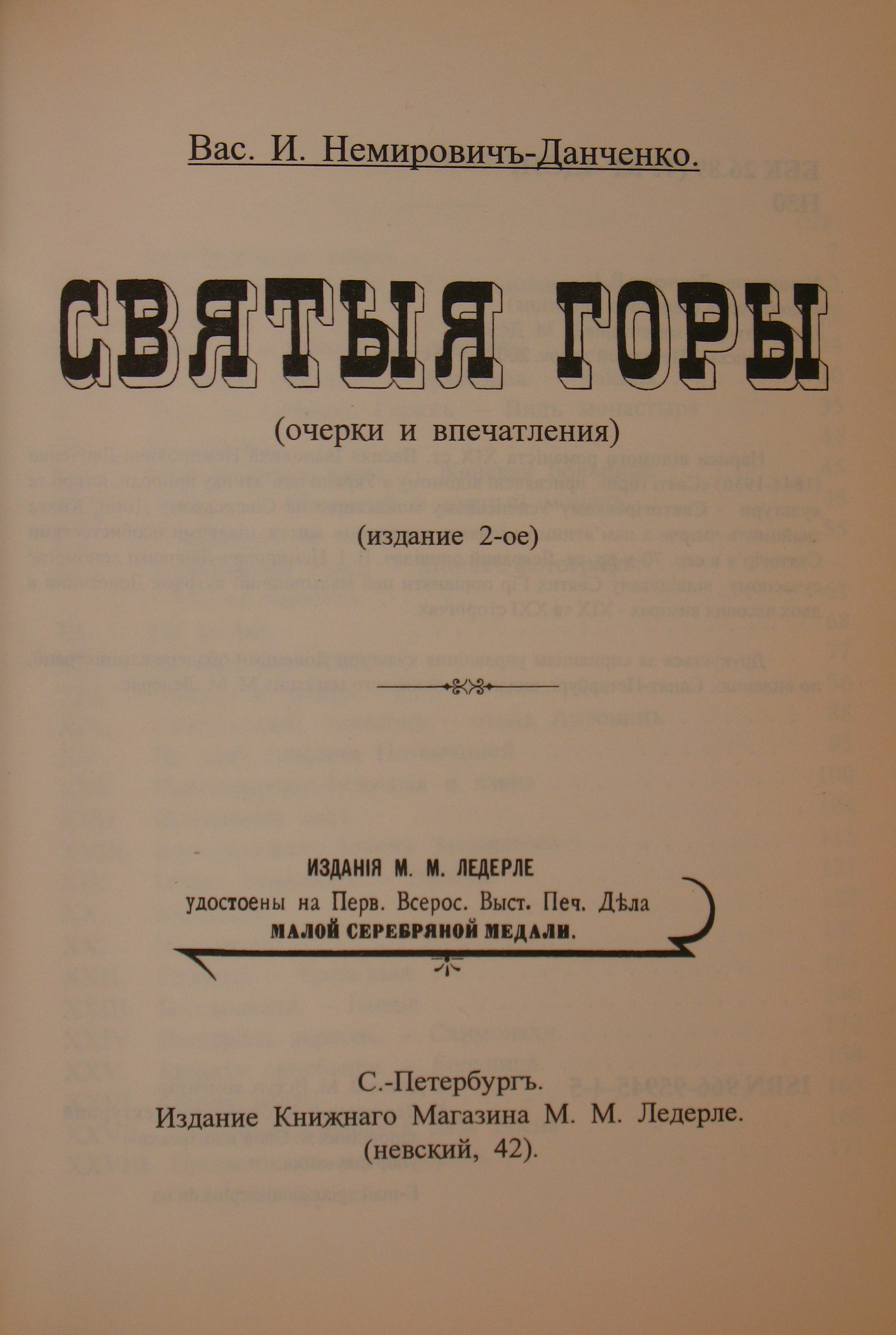
Немирович-Данченко. Святые горы. Титульный лист

## Экранизации
- 1915 — Махмудкины дети (Побег пленного турецкого полковника Махмуд-Бея). Акционерное общество «А. Ханжонков»
- 1916 — Цари биржи (Каиново племя). Акционерное общество Г. Либкин. Режиссёр: С. Веселовский.